# College Swing
College Swing este un film de comedie american din 1938, regizat de Raoul Walsh. În rolurile principale joacă actorii George Burns și Gracie Allen.

## Distribuție
- George Burns — George Jones
- Gracie Allen — Gracie Alden
- Martha Raye — Mabel Grady
- Bob Hope — Bud Brady
- Edward Everett Horton — Hubert Dash
- Florence George — Ginna Ashburn
- Ben Blue — Ben Volt
- Betty Grable — Betty
- Jackie Coogan — Jackie
- John Payne — Martin Bates
- Robert Cummings — Radio Announcer